# مانوئل گونزالس (بازیکن فوتبال، زاده ۱۹۱۷)
مانوئل گونزالس (انگلیسی: Manuel González; ۱۰ اکتبر ۱۹۱۷ – ۲۴ ژوئیهٔ ۱۹۸۸) بازیکن فوتبال اهل اسپانیا بود.
از باشگاه‌هایی که در آن بازی کرده‌است می‌توان به باشگاه فوتبال رئال مادرید اشاره کرد.